# Sidó Csaba
Sidó Csaba (Debrecen, 1940. augusztus 8. – Debrecen, 2012. június 18.) labdarúgó, utánpótlás edző.

## Pályafutása
1952-ben a Debreceni Lokomotív csapatában kezdte a labdarúgást, mint csatár. Már az első csapat kerettagja volt, amikor sorkatonai szolgálatra hívták be. A katonaság alatt az NB II-es Debreceni Honvéd csapatában játszott és tagja volt a Magyar Néphadsereg válogatottjának. Leszerelése után az Göcs Vasas együttesében folytatta pályafutását, ahol 1978-as visszavonulásáig játszott, mint hátvéd.
Már fiatalon 1963-ban elkezdett edzőként is dolgozni. Először az Göcs Vasas ifjúsági csapatának volt a vezetőedzője. 1972 és 1974 között a felnőtt csapat pályaedzőjeként is tevékenykedett. Dolgozott pályaedzőként a Debreceni MVSC és a Debreceni Kinizsi csapatainál is. 1985-től haláláig a Debreceni Sportiskola edzője és technikai vezetője volt. Többek között olyan tehetségeket nevelt, mint Sándor Tamás, Dombi Tibor. 1989-ben az év utánpótlás edzője volt Magyarországon.

## Sikerei, díjai
- Az év utánpótlás edzője (1989)
- Hajós Alfréd-díj (2002)
- Életműdíj (2008)